# Luke Hemmings
Luke Robert Hemmings és un cantant, guitarrista, compositor i model nascut a Sydney, Austràlia el 16 de juliol de 1996. És conegut per ser el vocalista principal del grup de pop rock 5 Seconds of Summer, format per Luke Hemmings, Michael Clifford, Calum Hood i Ashton Irwin.
La seva carrera musical va començar el 2011, quan va decidir penjar vídeos a YouTube d’ell mateix cantant.

## Infantesa
Luke Hemmings va néixer a Freemans Reach, en el districte de Hawkesbury, Nova Gal·les del Sud, el 16 de juliol de 1996. Andrew Hemmings, el seu pare treballa com a empleat de manteniment. Liz Hemmings, la seva mare és una comptable que va treballar de professora de matemàtiques d'institut, però actualment es dedica a la fotografia. Té dos germans grans, Ben i Jack Hemmings, anteriorment treballaven de la construcció, però ara gestionen la seva pròpia marca de roba street-wear.
En Luke ha parlat sobre la seva infantesa comentant: “Els inicis de la banda van ser molt humils. Vaig créixer en una casa petita en mig del no-res”. Quan tenia deu anys, els seus germans el van ensenyar a tocar la guitarra i més tard, el van convèncer de fer classes professionals, a part d’aprendre de vídeos tutorials de YouTube. Finalment, durant la seva adolescència va començar a tocar pel carrer. Als 12-13 anys, Hemmings va canviar d’escola, i va assistir a Norwest Christian College, on va conèixer als seus futurs companys de banda, Michael Clifford i Calum Hood, encara que més tard va revelar que inicialment sentia desgrat i “enemistat” cap al Michael. En Luke va formar una amistat amb en Calum després d’actuar junts amb una versió de la cançó “Secondhand Serenade”, i més tard també es va fer amic del Michael quan van descobrir que tenen un gust musical molt semblant.

## Vida personal
El 2015, en Luke va començar una relació amb la celebritat d’internet Arzaylea Rodriguez, després d’haver-se conegut a la festa d’aniversari de la model Kylie Jenner. Van acabar la seva relació el maig de 2017.
El 8 de juny de 2021, va publicar al seu compte d'Instagram l’anunci del seu compromís amb la seva parella des del 2018, Sierra Deaton. Actualment, viuen conjuntament a Los Angeles.
Des del 2020, el valor net de la propietat del Luke està estimat en 20 milions de dòlars.

## Carrera

### Carrera musical
El 2011, quan tenia catorze anys, Hemmings va començar a publicar vídeos a YouTube interpretant cançons amb el nom “hemmo1996”. El seu primer vídeo va ser una versió de la cançó “Please Don’t Go” de Mike Posner, el va publicar al 3 de febrer de 2011.
Quan va començar a obtenir visites i atenció, va convidar al Calum i al Michael a participar en els seus vídeos, i finalment van afegir al seu amic Ashton Irwin, completant els components actuals de la banda 5 Seconds of Summer.
Després de mesos publicant cançons junts, la banda va atraure l'interès de discogràfiques importants, i finalment van firmar un contracte amb Sony/ATV Music Publishing. Des de llavors, la banda ha publicat 4 àlbums: 5 Seconds of Summer (2014), Sounds Good Feels Good (2015), Youngblood (2018) i Calm (2020), tots obtenint èxit en tot el món.
El juny de 2021, en Luke va anunciar el seu primer àlbum debut en solitari, When Facing the Things We Turn Away From. El primer senzill de l’àlbum, “Starting Line”, va ser publicat el 29 de juny de 2021. L'àlbum es va publicar sencer el 13 d’agost de 2021, després d’haver publicat dos senzills més: “Motion” i “Place in Me”.

### Modelatge
Luke Hemmings no només és cantant, guitarrista i compositor, sinó que també és model, ell junt amb els seus companys de banda, actualment forma part de la divisió de celebritats Wilhelmina Models. El febrer de 2019, va participar en la Setmana de la Moda de Nova York, debutant com a model i desfilant a la passarel·la per Philipp Plein amb la seva col·lecció tardor/hivern 2019 “Ready-To-Wear”.
El juliol de 2019, va aparèixer en un vídeo editorial de Numéro Homme, i al desembre del mateix any va ser model de portada a la revista d’hivern de Glass Man.

## Discografia

### Àlbums d’estudi
| Títol                                    | Detalls | Posició més alta | Posició més alta | Posició més alta | Posició més alta | Pistes |
| Títol                                    | Detalls | AUS              | NZ               | RU               | EEUU             | Pistes |
| ---------------------------------------- | --- | ---------------- | ---------------- | ---------------- | ---------------- | --- |
| When Facing The Things We Turn Away From | - Publicat: 13 d’agost de 2021 - Discogràfica: Sony Music Australia - Formats: CD, vinil, streaming descarga digital | 1                | 33               | 51               | 124              | 1. "Starting Line" 2. "Saigon" 3. "Motion" 4. "Place In Me" 5. "Baby Blue" 6. "Repeat" 7. "Mum" 8. "Slip Away" 9. "Diamonds" 10. "A Beautiful Dream" 11. "Bloodline" 12. "Comedown" |

### Senzills
| Títol           | Any  | Posició més alta | Àlbum                                    |
| Títol           | Any  | NZ               | Àlbum                                    |
| --------------- | ---- | ---------------- | ---------------------------------------- |
| “Starting Line” | 2021 | 31               | When Facing the Things We Turn Away From |
| “Motion”        | 2021 | -                | When Facing the Things We Turn Away From |
| “Place In Me”   | 2021 | -                | When Facing the Things We Turn Away From |
| “Baby Blue”     | 2021 | 38               | When Facing the Things We Turn Away From |

### Crèdits de composició
| Any  | Títol                | Artista           | Àlbum               | Crèdits                                                              |
| ---- | -------------------- | ----------------- | ------------------- | -------------------------------------------------------------------- |
| 2014 | “Teenage Queen”      | Donghae & Eunhyuk | Ride Me             | Compositor                                                           |
| 2017 | ”Who’s Laughing Now” | Goldfinger        | The Knife           | Compositor                                                           |
| 2019 | ”Forgive”            | Gnash             | Senzill independent | Co-escriptor, compositor, guitarra, instrumentació, programador, veu |